# Glycolaldehyde
Glycolaldehyde is de eenvoudigste hydroxyaldehyde, bestaande uit een aldehyde en een hydroxylgroep, waardoor het formeel een koolhydraat is. Het behoort tot de aldosen en is het enige voorbeeld van een diose (een suiker met slechts 2 koolstofatomen). Het is een kleur- en reukloos poeder.
Glycolaldehyde vormt samen met propanal ribose, een essentieel deel van ribonucleïnezuur.
Glycolaldehyde wordt in het menselijke lichaam gevormd bij de afbraak van ethyleenglycol. Ook komt glycolaldehyde in het heelal voor. Het wordt door de formose-reactie uit formaldehyde gesynthetiseerd en kan daarom al voor de prebiotische fase van de evolutie ontstaan zijn.

## Synthese
Glycolaldehyde kan op verschillende manieren gesynthetiseerd worden. Bijvoorbeeld door het behoedzaam oxideren van ethyleenglycol met behulp van waterstofperoxide in aanwezigheid van ijzer(II)sulfaat.
Door katalytische umpolung (inversie van de polarisatie) van formaldehyde kan glycolaldehyde gesynthetiseerd worden uit C1-bouwstenen. Deze reactie is van belang omdat de C1-bouwstoffen in aardgas, steenkool en methaanhydraat uit de diepzee hiervoor gebruikt kunnen worden.

Synthetisering door katalytische umpolung van formaldehyde

## Toepassingen
Glycolaldehyde wordt gebruikt voor de productie van polymeren, die vrije hydroxylgroepen bevatten. Ook wordt glycolaldehyde als tussenproduct voor de productie van verscheidene esters en aminoalcoholen gebruikt.